# Patrick Desfossez
Patrick Defossez né le 7 août 1959 à Valenciennes est un pianiste et compositeur belge.

## Compositions
- 1997 : Puisse la lumière and Déambulation méditative (vocals, Armelle Orieux) à l'occasion de l'inauguration des nouvelles illuminations de la cathédrale de Reims
- 1998 : Clovis - Naissance de la France et Jeanne d’Arc au bûcher, Commande de la cathédrale de Reims
- 1999 : Vernissage, dialogues et bavardages pour 19 cordes solistes et improvisateurs
- 2000 :
  - Cascades immobiles pour 24 musiciens et ensemble de sculptures sonores flottantes
  - Du Haut… Denum digitorium pour basson et percussion
- 2001 : Rêves, ragas et raves pour orchestre symphonique, big band et chœur
- 2002 : Lignes et sculptures, pour ensemble instrumental et électronique
- 2003 : Tous un, opéra, voix et électronique (commande pour le bicentenaire de la mort de Toussaint Louverture)
- 2005 : Libr’Air, pour ensemble jazz à format variable
- 2006 :
  - Soli d’ombres / Matsu - Camin, pour instruments traditionnels basques et électronique
  - Concerto pour train et piano, bande son pour le film de  Garcia Moreno ‘El tren fantasma’ (1927), for piano, petit orchestre et électronique
  - Le présent oublié, pour quartet jazz électrique avec spatialisation
  - Re-partita /// post-ludio, pour violon, piano et électronique
- 2009 :
  - Matin calme, pour piano
  - Adaptation of Children's corner by Claude Debussy pour deux pianos
- 2010 : Three tales of blues, pour piano, alto et électronique
- 2011 : 108 coups de cloches..., pour piano et électronique
- 2013 : Quatre = Onze == (7), pour piano, saxophone, trombone ténor, euphonium duplex et électroacoustique
- 2015 : 
  - Les Sept Vitraux du Château Intérieur, pour 2 violons,
  - Flashs pour ensemble (flute, clarinette, saxophone, violon, violoncelle, voix, percussions), piano et électroacoustique sur un poème de Myriam Blom : « Ein Wind weht »

### Filmographie
- 2006 : Concerto pour train et piano, musique pour El tren fantasma, film de Gabriel García Moreno (1927),
- 2014 : To me it will always be the Calliope, musique pour le film de Georges Collinet.

### Discographie
- Pourquoi tant de … ?, 2011 ;
- Sculpture de Muses, publié par la Collégiale Saint-Martin d'Angers, 2012.